# Троупки-Здиславице
Троупки-Здиславице (чеш. Troubky-Zdislavice) је насељено мјесто са административним статусом сеоске општине (чеш. obec) у округу Кромјержиж, у Злинском крају, Чешка Република.

## Становништво
Према подацима о броју становника из 2014. године насеље је имало 485 становника.